# رادیو عاشقانه
رادیو عاشقانه (کره‌ای: 라디오 로맨스) یک مجموعهٔ تلویزیونی کره جنوبی سال ۲۰۱۸ با بازی یون دو جون، کیم سو-هیون، یون پارک و یورا است. این مجموعه از ۲۹ ژانویه تا ۲۰ مارس ۲۰۱۸، روزهای دوشنبه و سه‌شنبه ساعت ۲۲:۰۰ (کی‌اس‌تی) از کی‌بی‌اس۲ برای ۱۶ قسمت پخش شد.

## بازیگران

### اصلی
- یون دو جون در نقش جی سو هو[۶]
  - نام دا-روم در نقش جوانی جی سو هو
- کیم سو-هیون در نقش سونگ گو ریم[۷][۸]
  - لی ره در نقش جوانی سونگ گو ریم
- یون پارک در نقش لی کانگ
- یورا در نقش جین ته ری[۹]